# Batallón Cívico San Fernando
El Batallón Cívico San Fernando fue una unidad del Ejército de Chile creada el 5 de octubre de 1880 durante la Guerra del Pacífico para engrosar las filas del Ejército Expedicionario del Norte que combatía en Perú.
Una unidad de la Guardia Nacional (Chile) y el Batallón Cívico "Rengo" existentes anteriormente habían sido disueltos y su planta integrada el 14 de noviembre de 1879 en el Batallón Colchagua.
El "San Fernando" fue enviado al Perú y participó en las campañas contra las montoneras, donde le cupo una misión de apoyo, reconocimiento y reserva. No tuvo actuación en batalla. Después fue enviado a la zona salitrera, hasta el 12 de julio de 1884, cuando fue disuelto.